# 黑門之戰
在英國作家托爾金的奇幻小說裡，黑門之戰（Battle of the Black Gate）是發生於第三紀元末魔戒聖戰時期的一場戰役。托爾金的奇幻小說《魔戒》的第三部《魔戒三部曲：王者再臨》記述了黑門之戰的事件經過。

## 故事情節
黑門之戰是魔戒聖戰時期西方勢力與索倫的最終戰，戰事在黑門爆發。亞拉岡所率領的西方部隊向黑門進軍，以分散索倫對佛羅多及山姆的注意力，試圖使佛羅多及山姆攜帶著至尊魔戒穿越魔多的路程能夠更順暢。西方希望能誤導索倫，讓他以為亞拉岡是至尊魔戒持有者，在至尊魔戒，自傲的妄想推翻魔多。在進軍期間，亞拉岡雖然尚未正式加冕為皇，但已經讓傳令官用「伊力薩王」的名號向索倫正式下了戰帖。
以亞拉岡等人為首的剛鐸及洛汗聯軍約7000人，一些則留守米那斯提力斯，3000名洛汗人在艾海姆的率領下向堵塞在前往安諾瑞安道路上的敵軍進發，當中僅有一千人是騎兵。
在岔路上，亞拉岡率小隊往米那斯魔窟偵察，並在魔窟谷縱火，又遣一些弓兵留守岔路。
後來，他們在早前法拉墨及其游擊隊伏擊哈拉德林人的地方遭到半獸人及東方人伏擊，但很快就擊退了他們。事實上，半獸人及東方人故意示弱，誘使他們認為索倫的軍隊無法發動強大的攻勢。一些感到恐懼的士兵則被遣至凱爾安卓斯，前往收復該要塞。最後抵達黑門的西方部隊不足六千人。
在開戰之前，索倫派遣他的奴僕—黑努曼諾爾人索倫之口與西方的領袖談判。他出示佛羅多及山姆的隨身物品（山姆的佩劍及斗篷、佛羅多的秘銀鎧衣），試圖讓甘道夫相信索倫已經俘獲佛羅多。索倫之口並威脅，如果西方不接受索倫的條件，佛羅多將會受到折磨（顯示索倫知道有哈比人在魔多境內，但不知道其目的）。但甘道夫並沒有因此動搖，他從索倫之口那裡搶回那些物品，並趕走他。驚訝和憤怒的索倫之口返回黑門，同時索倫的軍隊開始行動，埋伏在黑門四周山地裡的索倫軍隊也出現了，將西方部隊包圍，索倫軍隊的數量至少遠超西方部隊十倍之多，指揮官不明。西方部隊在黑門前的兩座山丘上佈防，亞拉岡、甘道夫及愛隆的兒子們在左邊的山丘，伊歐墨、印拉希爾王則在右邊。
對抗西方部隊的索倫軍隊，由大批半獸人、食人妖、以及索倫的人類同盟，如東方人、哈拉德林人等所組成，關於索倫軍隊的具體數量，托爾金並沒有交代，但描述西方部隊被「數十倍的敵人包圍」，由此推斷數量超過六萬。更首次亮相變種食人妖歐羅海。
在雙方交戰期間，作為米那斯提力斯城堡守衛的哈比人皮瑞格林·圖克奮力殺了一名食人妖酋長。八名戒靈在西方軍隊上空盤旋，製造恐慌及混亂。以風王關赫為首的迷霧山脈巨鷹抵達，並與戒靈撕鬥。此時，佛羅多戴上至尊魔戒，索倫因此察覺到佛羅多在末日火山內，戒靈離開戰場趕往攔截佛羅多，所有希望似乎都已逝去。但咕嚕將佛羅多戴有至尊魔戒的手指咬斷，隨後與至尊魔戒意外地墮入末日裂隙，索倫的力量隨之消滅，魔戒遠征隊的任務達成了。
戒靈飛到末日火山之的上空，卻遇到劇烈的火山爆發，最後被消滅。巴拉多塔、黑門及牙之塔也崩塌，因為它們是以至尊魔戒的力量所建造的，索倫的肉身再次，也是最後一次的消亡了。天空的陰影被強風吹散。自紀元開始時便寄身於一個高大人形的索倫靈魂只得永遠軟弱地遊蕩。
半獸人及索倫旗下因索倫的敗亡而開始潰散，被西方軍隊輕易擊敗，其中一些開始自相殘殺，一些則逃到陰暗的地方匿藏。那些自傲的東方人及哈拉德林人仍奮勇地作戰，但最終亦只得棄械投降，後來亞拉岡釋放了他們，消除了他們對剛鐸的憤恨。
在其後的數週，對抗索倫殘存勢力的北方戰線仍持續，如幽暗密林、羅斯洛立安、多爾哥多及孤山等處，但索倫的力量已蕩然無存。
七個月後，對抗敗逃的薩魯曼的臨水之戰在夏爾爆發，薩魯曼及其隨從葛力馬·巧言被殺，魔戒聖戰結束。

## 改編描述

### 1980年動畫片
剛鐸軍隊向黑門機動，其目的不在於牽制，而是向魔多發動自殺式的進攻。戒靈在他們頭頂盤旋，並聽到半獸人正在唱著「牙之塔」的歌曲，但卻沒有現身。亞拉岡讓他們閉嘴，並要求索倫出來。索倫之口隨之出迎，他嘲笑亞拉岡，並告誡西方軍隊，說他們沒有戰勝的可能。亞拉岡亦寸步不讓，索倫之口只得返回。半獸人再次唱起歌，並在城牆、塔樓及閘門附近現身。在魔戒被毀之前，末日火山也沒有出現在屏幕上。
至尊魔戒被毀後，黑門及塔樓相繼崩坍，地面震動。地震還會危及西方軍隊，幸得巨鷹及時出現（數以千計），將西方軍隊帶返米那斯提力斯。
半獸人所頌唱的「牙之塔」:
贏了戰役，輸了戰爭，
災厄正在你們面前，
撤吧，撤吧，撤吧！
如果你們勝了，接著便是失敗
你們正在選擇災厄
撤吧...
撤吧，撤吧，撤吧！
你們正處於暴風眼當中，
你們一動便會死
你們正在牙之塔之下
以及被那如火焰般的魔眼監視！

### 1981年電台劇
與索倫之口的交涉以及戰前的一切都依據原著。戰役卻被省略了。索倫之口離開以後，可聽到半獸人正在逐漸逼近，甘道夫說：「我們中計了，我們被魔多的主力部隊包圍著，我們必須戰鬥！」接著便馬上講述佛羅多及山姆攀上末日火山的事。

### 2003年電影
在彼得·傑克遜執導的電影《魔戒三部曲：王者再臨》裡，關於黑門之戰的鏡頭，主要在身處末日火山的佛羅多及山姆、及黑門處的甘道夫、亞拉岡及其他魔戒遠征隊成員之間穿插。
在電影的加長版裡，索倫之口被亞拉岡斬首。比對原著裡的索倫之口說：「我只是負責傳令的使節，你們不能攻擊我！」一些讀者認為這是斬殺使者。

索倫的軍隊一致地高呼「巴拉多」，向眾人逼來。亞拉岡並沒有將部隊分成兩邊，而是將軍隊集結成一個大圓，並遭到索倫軍隊的重重包圍。梅里跟皮聘亦在戰場並肩，而在原著中，黑門戰時梅里留在米那斯提力斯的康復屋，並未出戰。戰前，亞拉岡鼓舞部下軍隊：
“刚铎和洛汗的好男儿，我的好兄弟！ 我在你们眼中看见我心中也感受到的恐惧。有一天人类将失去勇气，我们会众叛亲离一败涂地；但不是在今天！有一天邪将胜正，人类的世界会完全毁灭；但不是在今天！今天我们誓死奋战！为了你们在世上所珍惜的一切，一定要奋战到底，西方的人类！”
接著索倫以「伊力薩」呼喚他，亞拉岡在回頭向身後的朋友說出「為了佛羅多」後，朝敵軍衝去，西方軍隊隨即奮不顧身地跟上，向索倫的軍隊衝鋒。兩軍相遇並爆發激烈的白刃戰。在混戰中，亞拉岡並與一名食人妖搏鬥（亞拉岡處於劣勢）。
此時，巨鷹抵達，奮力與多名戒靈的有翼坐騎纏鬥。背景清晰可見巴拉多塔及末日火山（在原著裡，黑門與巴拉多及末日火山有數百公里的距離）。至尊魔戒被摧毀時，巴拉多塔接著崩塌，出現劇烈的地震，地面產生巨大的裂縫，將黑門及索倫的大部分軍隊吞噬，其餘的恐慌逃亡，接著，倒下的巴拉多塔頂的索倫之眼破滅，產生巨大的震動波。黑門之戰的最後，以甘道夫騎乘巨鷹將達成任務的佛羅多及山姆從末日火山救走的鏡頭作結。
彼得·傑克遜原本想讓索倫在黑門之戰登場，設想其形態為第二紀元時外表善美的「安納塔」。在此構想中，亞拉岡與索倫搏鬥，並幾乎被殺，至尊魔戒毀滅後，索倫的肉身隨之破滅。
但由於劇情與首部曲的開頭過度相似，且會削弱觀眾對於佛羅多摧毀魔戒任務的關注度，這個設想後來被放棄了，原本亞拉岡與索倫搏鬥的鏡頭則被一隻食人妖所取代。在電影的加長版，收錄了關於此設想的分鏡及原始影像。